# Gare du Nord
Gare du Nord (officielt Gare de Paris-Nord) er en af de seks store jernbanestationer i Paris i Frankrig. Stationen er beliggende i 10. arrondissement. Med 180 millioner rejsende om året er det Europas travleste jernbanestation, og den mest travle udenfor Japan.
Stationen er et knudepunkt for mange kollektivtrafiklinjer, såsom Métro de Paris, RER, regional- og fjerntrafik.
Stationens bygninger er designet af arkitekten Jacques Ignace Hittorff.

## Eksterne links
- Wikimedia Commons har flere filer relateret til Gare du Nord

48°52′52″N 2°21′19″Ø / 48.8811°N 2.3553°Ø